# Бовыкин, Никифор
Никифор Бовыкин (ум. 15 (25) мая 1690) — русский иконописец второй половины XVII века.

## Биография
Фамилия Николая Бовыкина впервые упоминается в источниках 18 (28) декабря 1671 года, когда художник был принят на службу в Оружейную палату. Впоследствии он принимал участие в работах по украшению дворцовых храмов Московского Кремля: Спаса Нерукотворного (1676, 1679), преподобномученицы Евдокии (1678). В 1684—1685 годах участвовал в украшении дворцовой церкви во имя апостолов Петра и Павла. В 1679 году оформлял интерьер церкви царевича Иоасафа в Измайлове.
Неоднократно участвовал в реставрационных работах: поновлял после пожара иконостас в соборе Страстного монастыря (1673), вместе с Иваном Филатьевым и другими мастерами чинил в Московском Кремле иконостас Успенского собора (1675), иконостасы в дворцовой церкви Спаса Нерукотворного (1677, 1686) и в её приделе в честь св. Иоанна Белградского (1676), а также иконостас церкви Спаса Преображения на Бору (1688). Занимался поновлением стенописей Успенского собора Московского Кремля (1676) и Смоленского собора Новодевичьего монастыря (1685, вместе с Василием Леонтьевым).
Проживал в Москве на Тверской улице. В начале 1689 года «погорел и раззорился без остатку». Умер 15 (25) мая 1690 года.